# 카리브 공동체
카리브 공동체(Caribbean Community), 약칭 카리콤(CARICOM)은 카리브해에 접해 있는 국가들의 모임이다. 이들 회원국 중 일부는 동카리브 달러를 같이 사용한다. 주로 중앙 아메리카와 카리브해 국가들이 가입했다.

## 역사
이 단체는 1973년에 발족했다.

## 회원국
15개 정회원국
- 앤티가 바부다 - 1974년 7월 4일
- 바하마 - 1983년 7월 4일
- 바베이도스 - 1973년 8월 1일
- 벨리즈 - 1974년 5월 1일
- 도미니카 연방 - 1974년 5월 1일
- 그레나다 - 1974년 5월 1일
- 가이아나 - 1973년 8월 1일
- 아이티 - 1998년 7월 4일 준회원국, 2002년 7월 2일 정회원국
- 자메이카 - 1973년 8월 1일
- 몬트세랫(영국령) - 1974년 5월 1일
- 세인트키츠 네비스 - 1974년 7월 26일
- 세인트루시아 - 1974년 5월 1일
- 세인트빈센트 그레나딘 - 1974년 5월 1일
- 수리남 - 1995년 7월 4일
- 트리니다드 토바고 - 1973년 8월 1일

5개 준회원국
- 영국령 버진아일랜드 - 1991년 7월
- 터크스 케이커스 제도 - 1991년 7월
- 앵귈라 - 1999년 7월
- 케이맨 제도 - 2002년 5월 16일
- 버뮤다 - 2003년 7월 2일

8개 참관국
- 아루바
- 콜롬비아
- 퀴라소
- 도미니카 공화국
- 멕시코
- 푸에르토리코
- 신트마르턴
- 베네수엘라

## 같이 보기
- 카리브 국가 연합
- 중남미·카리브 해 국가 공동체